# Euzois al Bizanțului
Euzois al Bizanțului (în greacă Εὐζώιος; n. mileniul I d.Hr. – d. 154 d.Hr., Bizanț, Imperiul Otoman, Turcia) a fost episcopul Bizanțului între anii 148 și 154, slujind în timpul domniei împăratului roman Antoninus Pius.